# امیر شیخ‌حسینی
امیر شیخ‌حسینی (متولد ۱۳۶۴ در تهران) جودوکار و یونگ‌مودوکار اهل ایران است.

## افتخارات
| مسابقات                                          | رشته     | محل برگزاری | مدال | سرمربی              |
| ------------------------------------------------ | -------- | ----------- | ---- | ------------------- |
| رقابت‌های قهرمانی جوانان آسیا ۲۰۰۲                | جودو     | سوریه       | برنز | محمدرضا حاج‌یوسف‌زاده |
| رقابت‌های قهرمانی جوانان آسیا ۲۰۰۳                | جودو     | ماکائو      | نقره | محمدرضا حاج‌یوسف‌زاده |
| رقابت‌های قهرمانی جوانان آسیا (۲۰۰۴)              | جودو     | قطر         | برنز | محمدرضا حاج‌یوسف‌زاده |
| مسابقات جهانی هنرهای رزمی (۲۰۱۶)                 | یونگ‌مودو | کره         | طلا  | کیوان دهناد         |
| مسابقات بین‌المللی فدراسیون جهانی یونگ‌مودو (۲۰۱۶) | یونگ‌مودو | کره         | طلا  | کیوان دهناد         |